# 上埜進
上埜 進（Ueno, Susumu; うえの すすむ、1946年10月1日 - ）は、日本の会計学者・経営学者。学位は、会計学博士（Doctor of Business Administration in Accounting）、MBA（米国メリーランド大学）。甲南大学名誉教授（前会計大学院教授）。
アジア太平洋管理会計学会(Asia-Pacific Management Accounting Association APMAA) の理事長 (Chair of the Board of Directors; 2014年1月-) で、前会長（2010年1月-2013年12月）。Asia-Pacific Management Accounting Journal (APMAJ) のChief-editor（2011年1月-）。米国ネブラスカ大学リンカーン校客員研究教授（2002年）。公認会計士試験委員 （2008年-2012年）。日本管理会計学会誌『管理会計学』前編集委員長（2014年4月-2017年3月）。

## 人物
上埜進は、1946年10月1日に富山県高岡市に生まれる。2010年1月からAsia-Pacific Management Accounting Association APMAA（アジア太平洋管理会計学会）の代表を務めている(2010年1月から2013年12月まではPresident、2014年1月から現在までChair of the Board of Directors)。アジア太平洋管理会計学会の機関誌 Asia-Pacific Management Accounting Journal (APMAJ) のChief-editor（編集長）。甲南大学名誉教授（前会計大学院教授）。日本管理会計学会誌『管理会計学』前編集委員長（2014年4月-2017年3月）。米国ネブラスカ大学リンカーン校客員研究教授（2002年）。公認会計士試験委員 （2008年-2012年）。Fellow Certified Management Accountant (FCMA, フェロー管理会計士)。
【主要著書】『管理会計―価値創出をめざして―』（税務経理協会 2008年）、『工業簿記・原価計算の基礎』（税務経理協会 2017年） 他。
最近の研究・関心領域は、統合報告などのCorporate Disclosure、社外取締役・社外監査役の制度やCorporate Governance、米国会計基準 （SEC基準） や国際会計基準 (IAS,IFRS)、企業経営や経済社会のDigital Transformation、ERP等のビジネス・ソフトにある。本来の専門領域は管理会計、原価計算、多国籍企業経営管理論、比較文化論、科学哲学 (Philosophy of Science)、研究方法論 (Research Methodology)である。

### 略歴
上埜 進（Ueno, Susumu; うえの すすむ) は、メリーランド大学でMBA（経営学修士号）を1986年に取得し、博士課程はイリノイ州の大学都市にある南イリノイ大学で修了している。博士課程の専攻は会計学、副専攻がファイナンスで、DBA（Doctor of Business Administration ＝経営学博士号（会計学））を1991年に取得している。米国からの帰国後に大学教員になり、1989年 4月に 金沢経済大学 (現 金沢星稜大学) に、1995年 4月から 甲南大学に勤務した（2015年3月末に定年退職）。2010年1月から今日までAsia-Pacific Management Accounting Association APMAA（アジア太平洋管理会計学会）の代表。また、2008年12月から2012年11月の間、公認会計士試験試験委員を務めた。上埜 進(Ueno, Susumu; うえの すすむ)の略歴は次のとおりである。
- 1965年 3月 富山県立高岡高等学校 を卒業
- 1969年 3月 富山大学経済学部経済学科を卒業
- 1969年 4月 日本勧業銀行 に入行。
- 1984年 8月 アメリカ合衆国メリーランド大学 経営大学院(School of Business and Management, University of Maryland, College Park, USA.)のMBAプログラムに入学、1986年5月に卒業 （Master of Business Administration (MBA)を取得）
- 1986年 8月 アメリカ合衆国南イリノイ大学経営大学院（School of Accountancy, College of Business and Administration, Southern Illinois University at Carbondale, USA.）の博士課程に入学。会計学をMajorに、FinanceをMinorとした。1991年5月に博士課程を修了し、Doctor of Business Administration（DBA、経営学博士）を取得。博士論文はThe　Influence of Culture on Budget Control Practices in the U.S.A. and Japan:An Empirical Study（University Microfilms International、米国著作権TX3418232）。
- 1989年 4月 金沢経済大学経済学部専任講師に採用され、経営学総論、財務管理論、外書講読ならびにゼミナールを担当。
- 1994年10月 金沢大学経済学部の非常勤講師を務める。原価計算論担当（後期）（平成7年3月まで）
- 1995年 4月 甲南大学経営学部助教授に採用される。
- 1998年 4月 九州大学経済学部非常勤講師を務める。管理会計担当（平成11年3月まで）
- 2002年 4月 Visiting Research Professor,　School of Accountancy, en:University of Nebraska Lincoln（ネブラスカ大学リンカーン校）, USA.を務める（2002年9月まで）
- 2003年 4月 愛知学院大学大学院経営学研究科非常勤講師を務める。管理会計研究担当（2003年4月1日から2005年3月まで）
- 2003年10月 金沢大学経済学部非常勤講師を務める。簿記原理担当（後期 2004年3月まで）、原価計算担当（後期 2005年3月まで）
- 2006年 4月 立命館大学大学院経営管理研究科非常勤講師を務める。会計大学院にて意思決定会計担当（2007年から2010年の第4クオーターまで）
- 2007年 4月 岡山大学経済学部非常勤講師を務める。会計情報論担当（後期 2007年9月まで）
- 2008年 4月 関西学院大学専門職大学院経営戦略研究科非常勤講師を務める（社会人学び直しプログラム：コストマネジメント）。2008年4,5月（2007年度4th Quarter）、2008年10、11、12月（2008年度2nd Quarter）および平成21年11月から2010年1月（2009年度2nd Quarter）
- 2010年 1月 Visiting Research Professor, en:Universiti Teknologi MARA, Malaysia（UiTM、マラ工科大学）を務める（2011年12月まで:期間は2010年1月1日から2011年12月31日までの2年間）。
- 2012年 3月 台湾の国立交通大学(Department of Management Science, National Chiao Tung University) 招聘教授。
- 2015年 3月 甲南大学を3月末で定年退職、4月に名誉教授の称号を授与される。
- 2015年 4月 Representative, Management and Accounting Research Institute, Japan（経営会計研究所代表)

### 社会活動
- 1974年 5月 富山青年会議所会員（1983年12月まで）
- 1989年 4月 Phi Kappa Phi(Chapter at Southern Illinois University at Carbondale, U.S.A.)会員(Founded in 1897 at the University of Maine)
- 1993年 1月 金沢経済同友会経営革新委員会平成5年度コメンテーター、平成6年度アドバイザー
- 2007年11月 会計大学院評価機構評価員（NPO法人国際会計教育協会）
- 2008年12月 公認会計士試験試験委員（2008年12月就任、2012年11月に退任）
- 2011年 1月 Chief-editor, Asia-Pacific Management Accounting Journal（APMAJ 編集長）（2011年1月-）
- 2013年 1月 Editorial Board member, Rangsit Journal of Social Science and Humanities (RJSH), Published by Rangsit University, Thailand（2013年1月-2016年12月）
- 2014年 4月 日本管理会計学会誌『管理会計学』編集委員長（任期3年）

### 受賞
- 日本管理会計学会特別賞（2014年9月）
- Asia-Pacific Management Accounting Association (APMAA) Excellent Service Award（2014年10月）。
- The Institute of Certified Management Accountants Inc. (ICMA in Australia) からFellow Certified Management Accountant (FCMA)のCertificateを授与される(2018年10月)。

### 所属学会
- 1989年 1月 Academy of Management会員（2003年退会）
- 1989年 1月 The American Accounting Association会員（現在に至る）
- 1989年 9月 日本経営学会会員（2003年退会）
- 1990年 1月 The Academy of International Business会員（2002年12月退会）
- 1990年 9月 日本会計研究学会会員（2006年9月評議員に就任：任期3年）、2009年9月に再任）
- 1992年 4月 日本管理会計学会会員（1992年から「管理会計学」レフェリー委員、平成6年からは編集委員も兼務、1995年11月に理事に就任、1999年4月理事再任（任期3年）、2001年4月に関西部会副会長（任期2年）、2002年4月に理事再任ならびに常務理事就任（任期3年）、2003年4月に関西部会副会長再任（任期2年）、2005年4月に理事再任ならびに常務理事就任（任期3年）、2005年10月に関西部会会長就任（任期2年、2007年9月まで）、2008年4月に理事、常務理事、副会長に就任（任期3年、2011年3月まで）
- 1992年 9月 国際会計研究学会会員
- 1995年 9月 日本原価計算研究学会会員（2009年9月に理事（任期3年）および学会賞審査委員（任期3年）に就任; 2012年9月に理事再任）（2019年9月退会）
- 2002年11月 Asia-Pacific Management Accounting Association (APMAA)会員 & Steering committee member(2002-)
- 2006年 9月 日本会計研究学会評議員に就任（2009年9月および2012年9月に再任）
- 2006年12月 Editorial Advisory and Review Board member, Asia-Pacific Management Accounting Journal
- 2008年12月 日本管理会計学会副会長に就任（任期3年、平成23年3月まで）
- 2010年 1月 President, Asia-Pacific Management Accounting Association（APMAA, アジア太平洋管理会計学会会長）に就任（2013年12月退任）
- 2014年 1月 Chair of the Board of Directors, Asia-Pacific Management Accounting Association（APMAA, アジア太平洋管理会計学会理事長）に就任

## 著作
上埜 進(Ueno, Susumu; うえの すすむ)の著作(著書、翻訳、おもな学術論文)に次のものがある。以下は上埜進(Susumu Ueno)、 J=GLOBALの研究者情報（上埜進）などを参照し記載している。

### 著書
- 『The Influence of Culture on Budget Control Practices in the U.S.A. and Japan: An Empirical Study』、 University Microfilms International（*9219802, 米国著作権TX3418232）、1992年8月
- 『市民生活会計』、森山書店、共著、1993年6月
- 『日米企業の予算管理 -比較文化論的アプローチ-』、森山書店、（初版）1993年8月、（増補版）1997年9月
- 『管理会計学テキスト』、税務経理協会、共著、（初版）1995年4月、（第2版）2000年4月、（第3版）2003年5月
- 『日本のコストマネジメント -日本企業のコスト構造をいかに変えるか-』、同文舘出版、共著、1999年5月
- 『Japanese Cost Management』、Imperial College Press、共著、2000年8月
- 『管理会計 -価値創出をめざして-』、税務経理協会、（初版）2001年3月、（第2版）2004年5月、（第3版）2007年4月10日、（第4版）2008年5月
- 『原価計算の基礎 -理論と計算-』、税務経理協会、著者代表、2003年4月、（第2版）2008年5月
- 『管理会計の基礎 -理論と実践-』、税務経理協会、著者代表、（初版）2005年4月、（第2版）2008年4月、（第3版）2009年4月、（第4版）2010年4月
- 『工業簿記・原価計算演習 -理論と計算-』、税務経理協会、編著、（初版）2005年4月、（第2版）2007年4月、（第3版）2008年4月、（第4版）2015年5月
- 『日本の多国籍企業の管理会計実務 -郵便質問票調査からの知見-』(Management Accounting Practices among Japanese MNEs: Findings from a Mail Questionnaire Survey)、（日本管理会計学会企業調査研究プロジェクト）、税務経理協会、編著、2007年6月
- 『経営管理会計ハンドブック』、東京経済情報出版、共著、2008年3月
- 『管理会計レクチャー（基礎編）』、税務経理協会、共著、2008年5月
- 『工業簿記・原価計算の基礎 -理論と計算-』、税務経理協会、編著、（初版）2009年4月、（第2版）2011年11月、（第3版）2014年8月、（第4版）2017年5月ISBN 978-4-419-06160-9
- 『会計大学院教科書　管理会計演習: 理論と計算』(Management Accounting Theory: A Problem Solving Approach)、税務経理協会、編著、2011年1月 ISBN／ISSN： 4419055685
- 『The Routledge Handbook of Accounting in Asia』、 共著、Edited by Zhijun Lin （2018年）　(ISBN 978-1-138-18903-4.

### 翻訳
- 『戦略小売経営』（Knee, D. ,and D.Walters,1985, Strategy in Retailing: Theory and Application, Philip Allan Publishersの翻訳）（345頁）共訳、同文舘、1989年9月
- 『行動会計学の基礎理論：人間的要因と会計』（Parker, L. D., K. R. Ferris, and D. T. Otley,1989, Accounting for the Human Factor, Prentice Hallの翻訳）（280頁）訳者代表、同文舘、1992年8月

### 主な学術論文
上埜進のSSRN eLibraryにある全ての論文は、http://ssrn.com/author=1031395 から入手できます。
- 「Time Series Analysis as Applied to Accounting Data」、『金沢経済大学論集』第23巻第1号（17-42頁）、1989年7月
- 「米国外貨換算基準、SFAS No.52の早期実施にみる企業の財務特性：実証研究」、『金沢経済大学論集』第23巻第2号（1-36頁）、1989年12月
- 「資本予算の作成と投資決定の理論 -その基礎的考察-」、『金沢経済大学経済研究所年報』、第10号、（1-51頁）、1990年 3月
- 「Statistical Auditing and Classical Variables Sampling」、『金沢経済大学論集』第23巻第3号（39-61頁）、1990年 3月
- 「A Conceptual Model for Examining Managers'Beliefs and Attitudes toward Budget Control Systems: A Cultural Perspective」、『金沢経済大学論集』第23巻第号（頁）、1990年7月
- 『The Influence of Cultureon Budget Control Practices in the U.S.A. and Japan:An Empirical Study』博士論文（Southern Illinois University atCarbondale）University Microfilms International、（*9219802,米国著作権TX3418232）、1990年12月
- 「The Black Scholes Call Option Pricing Model and Tests of the Model:A Review」、『金沢経済大学論集』第25巻第1号（23-43頁）、1991年7月
- 「SFAS No.52を早期に実施した米国企業にみられる財務特性：実証研究」千倉書房、日本経営学会編、『90年代の経営戦略』（239-245頁）、単著、1991年9月
- 「Culture and Budget Control Practices: A Study of Manufacturing Companies in the U.S.A. and Japan」、『金沢経済大学経済研究所年報』、第12号、（1-17頁）、単著、1992年3月
- 「予算管理実践に対する文化の影響：米国と日本における実証研究」森山書店、『會計』、第141巻6号、（93-109頁）、1992年6月
- 「日米製造企業の予算管理実践にみられる文化の影響：実証研究」千倉書房、日本経営学会編、『世界経済構造の変動と企業経営の課題』（163-169頁）、単著、1992年9月
- 「The Influence of Culture on Budget Control Practices in the U.S.A. and Japan: An Empirical Study」共著、The Academy of International Business（U.S.A.）『Journal of International Business Studies』vol.23（No.4）、（659-674頁）、1992年第4四半期
- 「実証研究ならびにクロス・カルチュラル・スタディの方法」、『金沢経済大学経済研究所年報』第13号（1-18頁）、1993年3月
- 「The Comparative Influence of Culture on Budget Control Practices in the United States and Japan共著、The University of Illinois、『The international journal of accounting education and research』、vol.28（No.1）（17-39頁）、1993年
- 「管理会計実践の国家間比較研究の方法に関する一考察」 森山書店、『會計』第145巻3号（48-59頁）、1994年3月
- 「経営環境の変化と企業経営のあり方」、『金沢経済大学論集』、第28巻第1号（1-17頁）、1994年6月
- 「ステークホルダー・マネジメントにおける今日的課題」、『金沢経済大学経済研究所年報』第14号（29-42頁）、1995年3月
- 「多国籍企業のグローバル利益管理システム -国際管理会計論の新たな視角-」甲南大学、『甲南経営研究』第36巻4号（71-94頁）、 1996年1月
- 「多国籍企業の利益管理 -概念フレームワークの探索-」森山書店、『會計』第150巻4号（108-119頁）、1996年10月
- 「管理会計研究における経験的研究の役割」森山書店、『會計』第151巻2号（66-78頁）、1997年2月
- 「企業集団の利益管理と連結会計 -事業部別連結月次予算実績管理システムの導入をめぐって-」森山書店、『會計』第151巻4号（42-54頁）、1997年4月
- 「多角化多国籍企業への連結予算管理システムの導入」、『甲南経営研究』第38巻1号（65-82頁）、1997年6月
- 「利益管理の今日的課題：企業価値創出経営」 原価計算研究学会、『原価計算研究』第23巻1号（12-24頁）、 1999年1月
- 「現在価値法による企業価値の推定とVBM」、『甲南経営研究』第40巻3・4号 (1-35頁)、 2000年3月
- 「業績指標と企業価値 -管理会計の視点-」 森山書店、『會計』第160巻1号（27-38頁）、 2001年7月
- 「会計学の研究方法とパースペクティブ」森山書店、『會計』第164巻5号（1-14頁）、 2003年11月
- 「検定・資格試験の管理会計・原価計算教育への影響」（An Influence of Licensing Examinations on Management and Cost Accounting Education:A Survey of Course Content）、『甲南経営研究』第47巻1号（33-51頁）、2006年10月
- 「学部・大学院の会計教育の現況：国際的視点からの分析」(Present Graduate and Undergraduate Accounting Education: An Analysis from the Global Perspective)、『甲南学園平生太郎基金科学研究報告書（平成17年度甲南学園平生太郎基金科学研究奨励助成金）』(Hirao-Toro Research Report)603-656頁、2007年3月
- 「検定・資格試験の原価計算・管理会計教育への影響 -サーベイ・スタディ-」（An Influence of Licensing／Qualifying Examinations on Management and Cost Accounting Education: A Survey Study, The Journal of Cost Accounting Research）日本原価計算研究学会、『原価計算研究』、2007Vol.31No.2、（54-61頁）、2007年3月
- 「日本の多国籍企業における意思決定権の所在：経験的研究」(The Locus of Decision-makings among Japanese Multinational Enterprises:An Empirical Study)、『甲南会計研究』第2号（115-129頁）、2008年3月
- 「会計基準の国際的収斂の管理会計への影響：企業業績の指標をめぐって」(An Influence of International Convergence of Accounting Standards on Management Accounting: Firm Performance Measures) 森山書店、『會計』第177巻2号（35-46頁）、2010年2月
- The Locus of Decision-Delegation among Japanese Multinational Enterprises: An Empirical Study, Susumu Ueno and Paul Scarbrough, Asia-Pacific Management Accounting journal (Volume 6 Issue 2, December), 1-26.　2011.
- 「管理会計学における研究パラダイム」『甲南会計研究』第8号, 2014年3月
- 「Japanese Management Accounting: An Overview of Current Methods and Practices」共著、Social Science Research Network (SSRN) 　、

　　https://papers.ssrn.com/sol3/cf_dev/AbsByAuth.cfm?per_id=1031395、2016年10月

## 国際学会および海外での報告
上埜 進(Ueno, Susumu; うえの すすむ)の国際学会など海外での研究報告に次のものがある。
以下は上埜進活動記を参照し編集したものである。
- 「A Conceptual Model for Examining Managers'Beliefs and Attitudes Toward Budget Control Systems: A Cultural Perspective（予算管理システムに関する経営管理者の信念を調査するための概念モデル -文化の視点-）」Third International Conference of Comparative Management、（国立中山大学 National Sun Yat Sen University,Taiwan）、 『Proceedings of Third International Conference of Comparative Management』358-365頁、1990年6月
- 「The Influence of Culture on Budget Control Practices: A Study of Manufacturing Companies in the U.S.A. and Japan（管理会計実践に対する文化の影響 -日米の製造企業に関する研究-）」2nd World Conference of Academy of International Business－Japan Region、『Proceedings of 2nd World Conference of Academy of International Business－Japan Region』99-121頁、1991年11月
- 「Management and Accounting Control Structures of Japanese MNEs: Cases of Sharp Corporation and Matsushita & Co.（日本の多国籍企業における経営会計的統制構造 -シャープと松下電器の事例-）」　University of North Texas、1999年2月
- 「Japanese Management Accounting Practices（日本の管理会計実践）」University of North Texas、2002年 5月
- 「Business and Management Practices in Japan（日本における経営実践と会計実践）」University of California,Irvine、2002年8月
- 「Japanese Management Accounting Strategies: Something New（日本の管理会計戦略）」University of Houston,Downtown、2002年9月
- 「An Influence of Culture on Management(Accounting)Practices and Research（管理会計の実務と研究における文化の影響）」Vårens seminarieserie,School of Business and Economics,Linnaeus University at Växjö, Sweden、2010年3月10日
- 「The Locus of Decision-Delegation among Japanese Multinational Enterprises: An Empirical Study(日本の多国籍企業における意思決定権委譲の位置」The 6th APMAA Forum, Asia-Pacific Management Accounting Association, hosted by 国立台湾大学 National Taiwan University (NTU), Taipei, Taiwan、(Susumu Ueno　and Paul Scarbrough (Brock University, pscarbrough@brocku.ca))、2010年11月
- Managing Accounting Research, Publication and Industry Linkages in Japan, International Seminar, Faculty of Accountancy, Universiti Teknologi MARA（UiTM）, Malaysia, 2011年2月
- An Influence of Culture on Management (Accounting) Practices and Research, International Seminar, Faculty of Accountancy, Universiti Teknologi MARA（UiTM）, Malaysia, 2011年2月
- Planning and Preparation by Management for IFRS Implementation: Case Study of Japanese Companies, IFRS Discussion Forum: Managing Companies in Transition to IFRS: Lessons Learned from Japan (Ikatan Akuntan Indonesia or IAI (Indonesian Institute of Accountants, インドネシア会計士協会),Jakarta, Indonesia) 2011年3月
- An Influence of Culture on Management (Accounting) Practices and Research, International Seminar, Faculty of Economics, University of Merdeka, Malang (Malang, Indonesia), 2011年3月
- Accounting transition in Japan: IFRS in terms of Management Accountant Perspective, Guest Lecture, Department of Accounting, Faculty of Economics, Brawijaya University  (Malang, Indonesia), 2011年3月
- An Influence of Culture on Management (Accounting) Practices and Research, International Seminar, Faculty of Economics, Udayana University (Denpasar, Indonesia), 2011年3月
- Management accounting research in Japan:　Evolution, current status and way forward, Proceedings of the 7th APMAA Conference, pp.1-20. Asia-Pacific Management Accounting Association, 2011年11月
- Management Accounting Research in Japan, 学術講演、国立交通大学 台湾(Department of Management Science, National Chiao Tung University), 2012年3月
- An Influence of Culture on Management (Accounting) Practices and Research, 学術講演、国立交通大学 台湾(Department of Management Science, National Chiao Tung University), 2012年3月
- A Decade of APMAA, Annual Conference, Opening Talk, 2013 Annual Conference, Asia-Pacific Management Accounting Association(Nagoya University), 2013年11月
- Challenges for Management Accounting: Issues in Theory and Practices, Panel Session, 2013 Annual Conference, Asia-Pacific Management Accounting Association(Nagoya University), 2013年11月
- APMAA’s A Decade of Growth, 2014, Welcome Reception and 10th Anniversary Ceremony, Asia-Pacific Management Accounting Association 2014 (10th) Annual Conference , Chulalongkorn University, Thailand, 2014年10月
- Management Accounting in Asian Emerging Economies, Panel Session, Asia-Pacific Management Accounting Association 2014 (10th) Annual Conference, Chulalongkorn University, Thailand, 2014年10月
- Management Accounting in Asian Emerging Economies, Panel Session, Asia-Pacific Management Accounting Association 2014 (10th) Annual Conference, Chulalongkorn University, Thailand
- Japanese Management Accounting: An Overview of Current Methods and Practices,Proceedings of the 12th APMAA Conference, Asia-Pacific Management Accounting Association,National Taiwan University, Taipei, Taiwan on October 4-7, 2016年11月.